# Vareler Friedhof

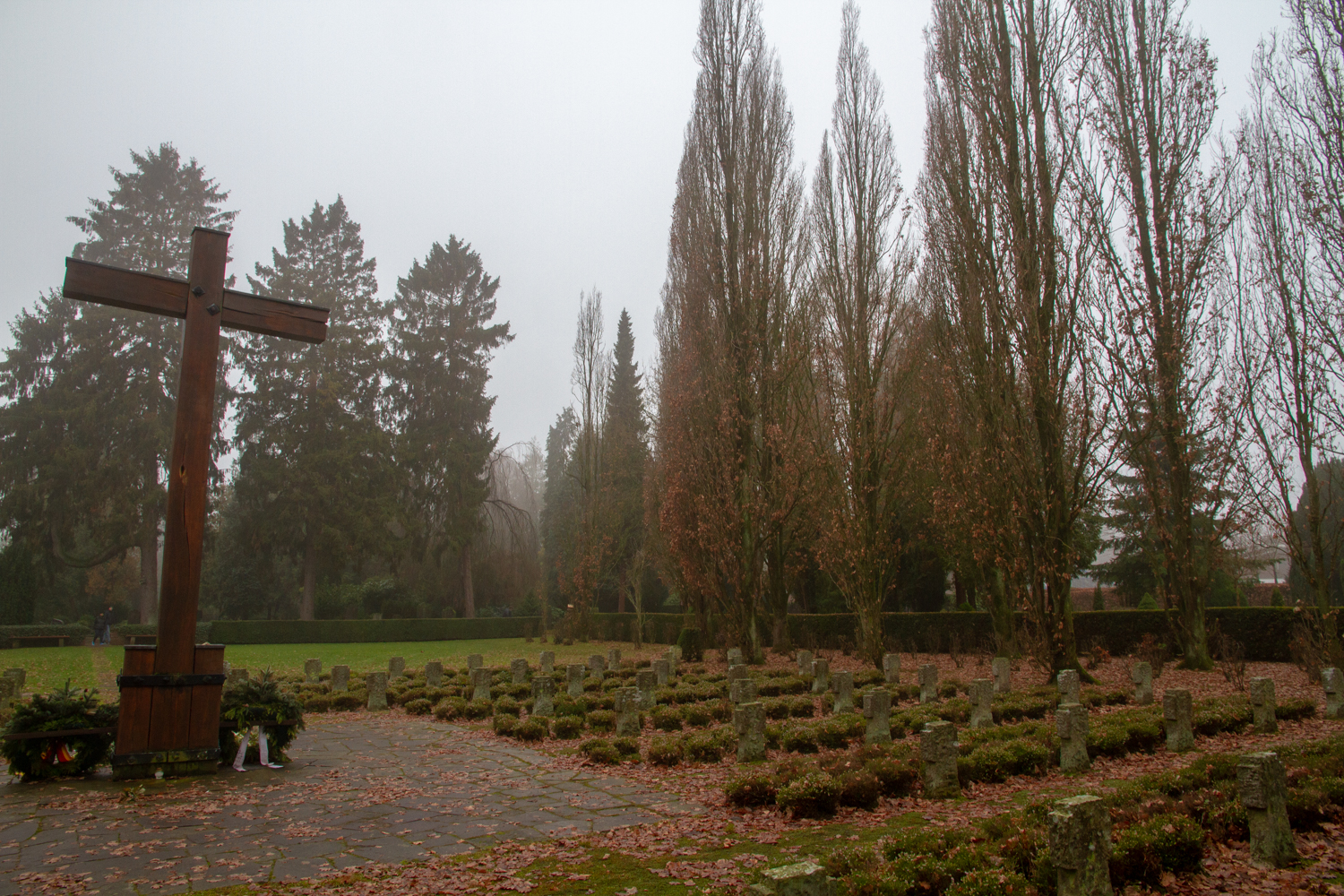
Ehrenhain auf dem Vareler Friedhof, von hinten betrachtet

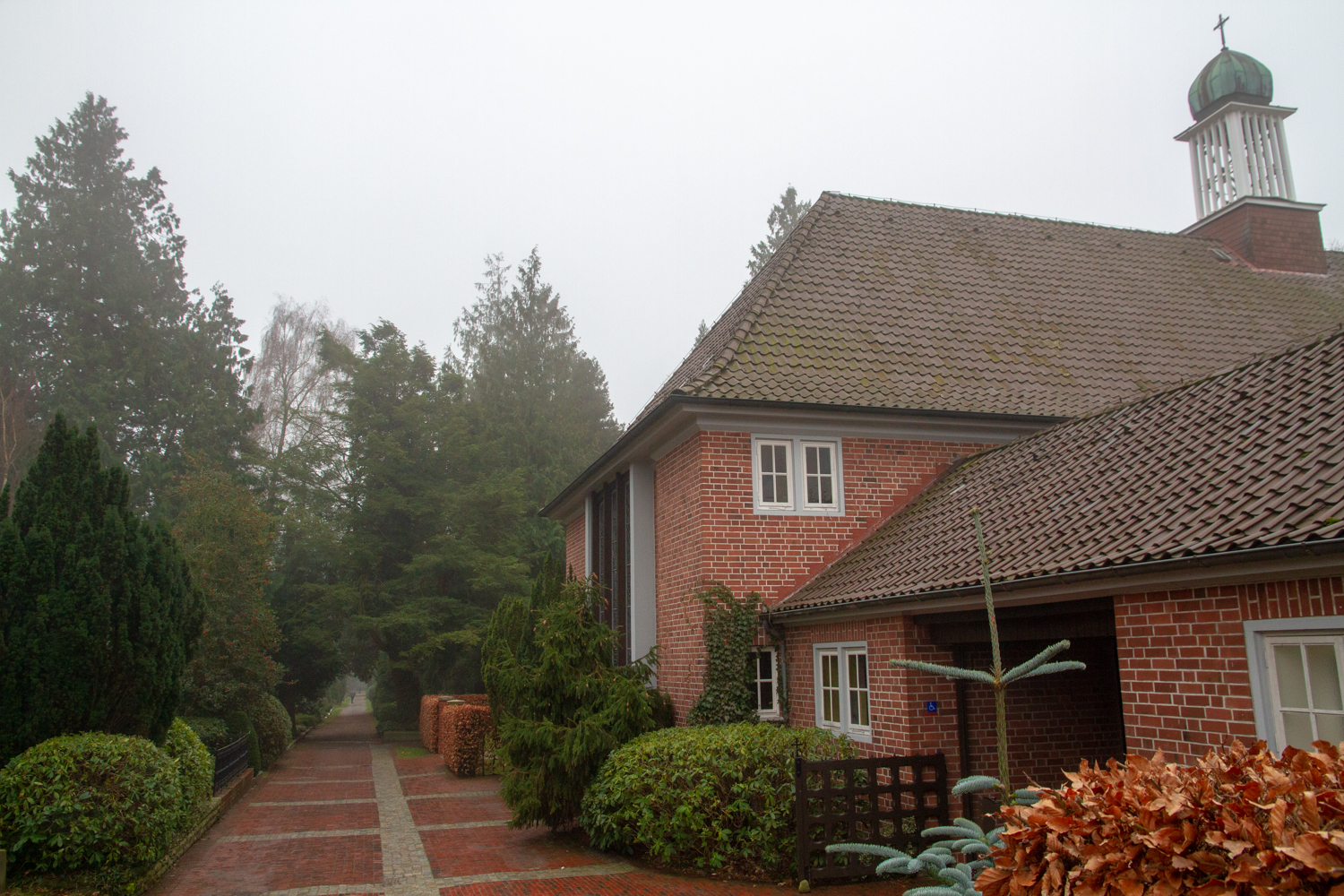
Kapelle am Vareler Friedhof (Rückansicht)

Der Friedhof in der niedersächsischen Stadt Varel (Landkreis Friesland) stammt aus der Mitte des 19. Jahrhunderts und dient heute zahlreichen Besuchern als Erholungsgebiet.
Bis etwa zum Jahr 1600 fanden Beisetzungen auf dem Kirchhügel direkt an der Schlosskirche statt. Danach wurde der alte Friedhof an der jetzigen Hindenburgstraße eröffnet, die letzte Beisetzung fand dort 1899 statt. Seit dem 30. Juni 1857 ist der heutige Friedhof an der Oldenburger Straße zentraler Ort der Erinnerung. Zahlreiche Grabsteine des alten Friedhofs, zum Teil aus dem 17. Jahrhundert, sind dort zu finden. Mit seinem alten Bestand an heimischen und exotischen Bäumen gilt der Vareler Friedhof als einzigartiger Botanischer Garten.
Nach Auflösung des alten Friedhofs an der Hindenburgstraße wurden einige Grabsteine und Platten aus der Zeit von 1637 bis 1857 auf dem Gelände an der Oldenburger Straße wieder aufgestellt. Hierauf finden sich die Namen vieler bekannter Vareler Familien. Aufgrund seines Alters ist der Friedhof in Varel Lebensraum für eine Vielzahl von Tieren und Pflanzen. Daher findet unter dem Namen „Lebendiger Friedhof“ hier ein Projekt des NABU Oldenburg statt, um ihn zu erhalten und zu pflegen.